# Isabel Carvalhais
Isabel Estrada Carvalhais, née le 28 février 1973 à Negage (pt) (Angola),  est une femme politique portugaise, membre du Parti socialiste (PS). Elle est députée européenne de 2019 à 2024.

## Biographie
Elle est née en Angola avant l'indépendance. Elle est docteur en sociologie de l'université de Warwick. Professeur auxiliaire dans le département de sciences politiques et relations internationales à l'université du Minho.
Elle est candidate en dixième position sur la liste socialiste pour les élections européennes de 2019. Elle devient députée européenne en remplacement d'André Bradford, mort le 18 juillet 2019, quelques jours après le début de son mandat.